# Gina Wetzel
Gina Wetzel (* 18. April 1985 in Homburg) ist eine deutsche Mangazeichnerin. Sie zeichnet im Manga-Stil.

## Leben
Ihr Debüt als Zeichnerin hatte Gina Wetzel im Jahr 2003 auf der Anime-Convention Connichi, wo sie für ihren Beitrag „Garden“ mit dem zweiten Platz des Wettbewerbs ausgezeichnet wurde. Daraufhin bekam sie einen Vertrag beim deutschen Manga-Verlag Egmont Manga & Anime.
Im Jahr 2004 erschien das erste Kapitel ihres Werkes Orcus Star in der Anthologie Manga Power. Der komplette Einzelband wurde im Mai 2005 veröffentlicht.
Ihre neueste Veröffentlichung ist die Kurzgeschichte Hexe!. Sie ist im Dezember 2006 in „200 g Hack“ erschienen, einer Anthologie des Verlages Schwarzer Turm, die mehrere Geschichten deutscher Zeichner zum Thema „Horror“ beinhaltet.